# Орден Военных заслуг (Франция)
Эта статья о французском республиканском ордене XX века. О французском королевском ордене XVIII века см. в статье Орден Военных заслуг (Старый порядок).
Орден Военных заслуг (фр. Ordre du Mérite militaire) — ведомственная награда Франции, находившаяся в ведении Министерства национальной обороны. Был учреждён законом от 22 марта 1957 года и упразднён в результате орденской реформы 3 декабря 1963 года.

## История
В 1934 году, для вознаграждения офицеров и су-офицеров резерва и территориальных войск за добровольную службу по подготовке и обучению резервистов французской армии, был учреждён трёхстепенной крест Добровольной военной службы. В 1951 году Национальный союз офицеров резерва (фр. Union Nationale des Officiers de Réserve) стал ходатайствовать о повышении статуса этой награды до степени ордена. В 1953 году бывший государственный секретарь ВМФ Андрэ Монтейль поддержал эту идею и подготовил проект новой награды. Её учреждение, под названием «орден Военных заслуг», произошло законом от 22 марта 1957 года. Тем же законом крест Добровольной военной службы был упразднён, а обладатели этого креста были включены в новый орден по соответствующим степеням.
Награждались орденом Военных заслуг офицеры и су-офицеры резерва, добровольной активной службой в мирное время способствовавшие подготовке и обучению армейского резерва и укреплению национальной обороны. Также орденом могли быть награждены и кадровые чины армии за заслуги в подготовке резерва армии. С 1960 года представители иностранных армий, имевшие заслуги в подготовке французского армейского резерва и укреплении обороноспособности Франции, также могли быть награждены орденом Военных заслуг.
Орден находился в ведении Министра национальной обороны и управлялся Советом ордена, изначально состоявшего из 14 членов, в 1960 году увеличенного до 16 членов (из которых 4 — ex officio, и 12 — назначаемых на 3 года):
- Министр национальной обороны или представляющий его генерал (председатель Совета),
- государственные секретари: Сухопутных войск, ВМФ и ВВС, или их представители,
- по одному представителю от штабов Сухопутных войск, ВМФ и ВВС,
- по одному высшему офицеру резерва Сухопутных войск, ВМФ и ВВС,
- по одному высшему офицеру резерва общих служб Сухопутных войск, ВМФ и ВВС,
- один су-офицер резерва (до 1960 года); с 1960 — по одному су-офицеру резерва Сухопутных войск, ВМФ и ВВС.

В 1962 году состав Совета ордена был полностью изменён и стал состоять из 15 членов:
- Министр обороны или представляющий его генерал (председатель Совета),
- высший офицер, представляющий министерского делегата по вооружению,
- высший офицер, представляющий начальника штаба Сухопутных войск,
- высший офицер, представляющий начальника штаба ВМФ,
- высший офицер, представляющий начальника штаба ВВС,
- высший офицер, представляющий начальника штаба Заморских территориальных сил,
- высший офицер, представляющий начальника Общеармейского штаба,
- высший офицер, представляющий начальника жандармерии и военной юстиции,
- четыре высших офицера резерва (из командоров ордена), представляющие Сухопутные войска, ВМФ, ВВС и военно-медицинскую службу,
- три су-офицера резерва (из командоров ордена), представляющие Сухопутные войска, ВМФ и ВВС.

Орден Военных заслуг был упразднён декретом от 3 декабря 1963 года, которым был учреждён Национальный орден Заслуг, заменивший собой многочисленные ведомственные ордена заслуг. Награждённые орденом Военных заслуг сохранили право носить знаки ордена и пользоваться положенными льготами и после его упразднения.

## Степени ордена
Орден Военных заслуг состоял из трёх степеней:
 Командор (фр. Commandeur) — знак на ленте, носимый на шее; высшая степень ордена;
 Офицер (фр. Officier) — знак на ленте с розеткой, носимый на левой стороне груди;
 Кавалер (фр. Chevalier) — знак на ленте, носимый на левой стороне груди.

## Условия награждения
Награждения орденом должны производиться строго последовательно, от младшей степени к старшей. Награждённые орденом Военных заслуг должны были соблюдать дисциплинарные требования, содержащиеся в статутах ордена Почётного легиона и Воинской медали.
Награждения орденом производились один раз в год — 14 июля. Число ежегодных награждений объявлялось ежегодно отдельными декретами и не должно было превышать 5 % от наличного числа уже награждённых орденом. Награждения иностранцев не учитывались в этой квоте.

## Знаки ордена
Знак ордена перенял свой дизайн от креста Добровольной военной службы и представляет собой мальтийский крест с ромбовидным медальоном в центре. Кресты кавалера и офицера без эмали, при этом лучи креста с обеих сторон обременены лавровыми листьями, выходящими из углов центрального медальона. Крест командора покрыт светло-синей эмалью с золотой каймой в 1 мм, имеет между сторонами креста выходящие листья лавра и подвешен к овальному венку из дубовых листьев. На лицевой стороне центрального ромбовидного медальона изображена голова Марианны в военной каске; вдоль верхних сторон ромба надпись: «RÉPUBLIQUE FRANÇAISE». На оборотной стороне медальона надпись в две строки: «MÉRITE MILITAIRE». Все изображения и надписи на знаке рельефные.
Размеры знаков кавалеров и офицеров — 37 мм, командоров — 60 мм. Знаки кавалеров — серебряные, офицеров — позолоченные, и командоров — золотые или позолоченные.
Лента ордена синяя, шириной 37 мм, имеющая в центре красную полосу, шириной 11 мм, и белые полоски по краям, шириной 3 мм.
Для повседневного ношения на гражданской одежде предусмотрены розетки из ленты ордена, а для ношения на мундирах — орденские планки.